# Xã Bearcreek, Quận Jay, Indiana
Xã Bearcreek (tiếng Anh: Bearcreek Township) là một xã thuộc quận Jay, tiểu bang Indiana, Hoa Kỳ. Năm 2010, dân số của xã này là 1.578 người.